# فرجيل
بوبليوس ورغيليوس مارو أو فرجيل أو فرقيلش (ولد 15 أكتوبر 70 ق.م. - 21 سبتمبر 19 ق.م.) شاعر روماني. اعتبر الرومان الإنيادة التي نشرت بعد وفاته بسنتين إحدى القصائد الوطنية.
ولد فرجيل في العام 70 قبل الميلاد بمانتوا شمال إيطاليا، وترعرع في مزرعة بشمال إيطاليا. بعدما كبر انتقل إلى روما، وكسب شهرة إثر كتابته للمجموعة شعرية باسم «قصص ريفية» أو «إكلوغاي» في حدود العام 39 قبل الميلاد، وبعد حوالي 10 سنوات كتب «جيورجيكون» أو «العمل في الأرض». حكت قصيدته الإنياذة قصة أينياس والذي، وفقا للميثولوجيا الإغريقية، هرب من طروادة بعد حرب طروادة، وفي النهاية وصل إلى إيطاليا حيث أسس أحفاده روما. توفي فرجيل قبل إكماله للقصيدة والتي كانت بحجم 12 كتاباً. بالرغم من اعتبارها كاملة، تحتوي القصيدة على الكثير من الجمل التي لم تكمل. أشهر ترجمة للقصيدة كانت بواسطة جون دريدن، وهو شاعر إنجليزي عاش في القرن 17. تقارن الإنياذة كثيرا بإلياذة هوميروس وأوديسته. لم تتضح حياة فيرجيل بشكل كبير، ولكنه كان مشهورا وكثير الأصدقاء، الذين كان الإمبراطور أغسطس واحدا منهم.

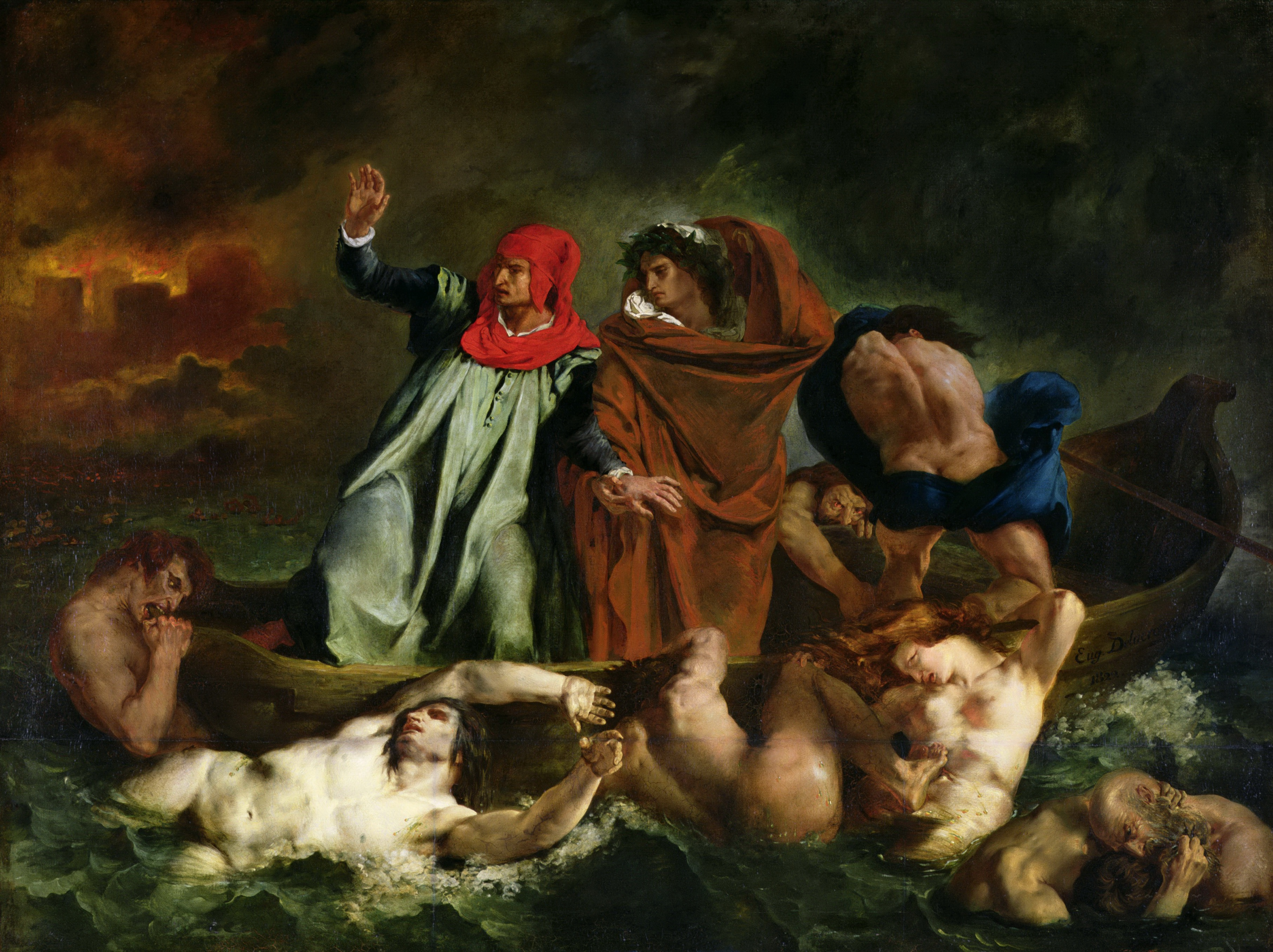
قارب دانتي بريشة الفنان الفرنسي أوجين ديلاكروا سنة 1822 ، تصور اللوحة بشكل فضفاض الأحداث المسرودة في القصيدة الملحمية لدانتي أليغييري «جحيم دانتي». معلق حاليًا في متحف اللوفر ، باريس.

كان فيرجيل شاعراً لاتينياً اخر تمتع برعاية مسيسيناس، ونعم بحب أغسطس وتقديره، وشعره يختلف عن شعر هوراس، لانه كان يكتب غالباً بلغة بطولية وبشكل قصائد قصيصة طويلة، ومن أروع أعماله قصيدته القصصية التي نطلق عليها اليوم اسم الإنياذة. أنها قصة خيالية لمغامرات الأمير اينياس أحد أبناء بريام ملك طروادة، فلقد هرب اينياس من مجزرة سقوط طرواده سنة 1200 قبل الميلاد، وهبط روما ليؤسس - على ما يزعمون - ما نسميه اليوم العرق اللاتيني. 

ووصف فيرجيل كذلك ببعض التفصيل حياة مزارع في إيطاليا في عصره في سلسلة من القصائد زراعية الموضوع.

## نبذه مختصره عن حياته
كان والد فرجيل كاتب محكمة، فادخر من مرتبهِ ما يكفي لشراء ضيعة (ارض) وتربية النحل فيها، وقضى الشاعر طفولته في هذه البيئة الهادئة الطنانة، ولذلك ظلت أشجار الشمال الظليلة ومياهها الغزيرة عالقة بخيالهِ بعد أن شب وترعرع، ولم يكن يحس بالسعادة الحقة إلا بين تلك الحقول والمجاري المائية.
ولما بلغ الثانية عشر من عمره أرسل إلى المدرسة في كرمونا، ثم أرسل في الرابعة عشر إلى ميلان، وفي السادسة عشر إلى رومة؛ وهنا درس البلاغة وما يتصل بها من الموضوعات على الرجل الذي درسها عليهِ أكتافيان فيما بعد. والراجح أنه حضر بعدئذ محاضرات الأبيقوري في نابلي، وبذل غاية جهده ليتقبل فلسفة اللذة، ولكن نشأته الريفية حالت بينهُ وبين هذا الهدف، ويلوح أنه عاد إلى موطنه في الشمال بعد أن أتم دراسته، وذلك لأننا نجده في العام الرابع بعد الميلاد يسبح في الماء لينجو من جندي اغتصب ضيعة أبيهِ؛ فقد صادرها أكتافيان وأنطونيوس لأن هذه البلاد انتصرت إلى أعدائها.
وحاول أسنيوس بليو العالم وحاكم غالة الإيطالية أن يرد الضيعة إلى مالكها ولكنه عجز، فعوضه عن ذلك بأن تولى رعاية الشاب فرجيل وشجعه على الاستمرار في كتاب «المختارات Eclogues» وهي القصائد التي كان ينشئها في ذلك الوقت.
|قصة الحضارة. ويل ديورانت. المجلد الثالث. قيصر والمسيح ص3290
النبذة مقتبسه من صفحة:
قارئ الكتب | علم. فكر. أدب

## حواش
1. 1 2 3 4 5 6  Λεξικό Νεοελληνικής Λογοτεχνίας: Πρόσωπα, Έργα, Ρεύµατα, Όροι (باليونانية). Αθήνα. 2007. p. 303. ISBN:978-960-16-2237-8. QID:Q131401229.{{استشهاد بكتاب}}:  صيانة الاستشهاد: مكان بدون ناشر (link)
2. ↑  G. L. (1870). "P. Virgilius". 1870 Dictionary of Greek and Roman Biography and Mythology (بالإنجليزية). 3: 1263–1268. QID:Q55425728.
3. ↑  Andrew Bell, Encyclopædia Britannica (بالإنجليزية البريطانية), Illustrator: Andrew Bell, Encyclopædia Britannica, Inc., OCLC:71783328, OL:8232128W, QID:Q455
4. ↑  Archivio Storico Ricordi، QID:Q3621644
5. ↑  BeWeB، QID:Q77541206
6. ↑  Charles Dudley Warner, ed. (1897), Library of the World's Best Literature (بالإنجليزية), QID:Q19098835
7. ↑   https://theaterencyclopedie.nl/wiki/index.php?curid=221112. {{استشهاد ويب}}: |url= بحاجة لعنوان (مساعدة) والوسيط |title= غير موجود أو فارغ (من ويكي بيانات) (مساعدة)
8. ↑  . ملامح يونانية في الأدب العربي. نسخة محفوظة 04 مارس 2016 على موقع واي باك مشين.

صانعو التاريخ - سمير شيخاني.
1000شخصية عظيمة - ترجمة د. مازن طليمات.

## وصلات خارجية
- فيرجيل على موقع IMDb (الإنجليزية)
- فيرجيل على موقع الموسوعة البريطانية (الإنجليزية)
- فيرجيل على موقع ميوزك برينز (الإنجليزية)
- فيرجيل على موقع إن إن دي بي (الإنجليزية)
- فيرجيل على موقع ديسكوغز (الإنجليزية)